# Caucete (San Juan)
Caucete is een plaats in het Argentijnse bestuurlijke gebied Caucete in de provincie  San Juan. De plaats telt 33.609 inwoners.